# Kuller
Kuller (Melanogrammus aeglefinus) er en torskefisk i torske-familien Gadidae, og den eneste art i slægten Melanogrammus.
Den kan blive en meter lang med en vægt på 20 kg.
Kuller, som er en vigtig madfisk, er en bundfisk. Den lever på dybder fra ca. 40-300 m. Den er udbredt over hele det nordlige Atlanterhav.
I Island blev kuller især i gamle dage betragtet som finere end torsk.[kilde mangler]